# Бумер (фільм)
Бумер (рос. Бумер) — гостросюжетна кримінальна драма Петра Буслова. При постановочному бюджеті 700 тис. доларів США і обмеженому кінопрокаті касові збори фільму склали 1 670 000 доларів. «Бумер» став одним з перших російських фільмів в період після економічної кризи кінця 1990-х років, що окупився в прокаті.
У 2006 році вийшло продовження фільму «Бумер. Фільм другий».

## Сюжет
По нічних вулицях Москви мчить чорний BMW — тікає від погоні. Ланцюг фатальних подій з розбірками і стріляниною поставив чотирьох героїв — чотирьох друзів, поза законом. У житті без правил їм немає шляху назад, і чорний «Бумер» — потужний і надійний, несе їх усе далі від Москви, в очманілу і безжальну глушину російських доріг. Ніхто з них не хотів убивати. Ніхто з них не хотів помирати. Але цей шлях їм доведеться пройти до кінця. І вірний «Бумер», який став домом для чотирьох друзів, буде повільно охолоджуватися в засніженому лісі.

## У головних ролях
- Сергій Горобченко — Петя «Рама»
- Андрій Мерзлікін — Димон «Обшпарений»
- Володимир Вдовиченков — Костян «Кіт»
- Максим Коновалов — Льоха «Кілла»

## Знімальна група
- Автори сценарію: Петро Буслов, Денис Родімін
- Режисер: Петро Буслов
- Оператор-постановник: Данило Гуревич
- Оператор: Ігор Грінякін
- Композитор: Сергій Шнуров
- Продюсери: Сергій Чліянц, Володимир Ігнатьєв
- Художник-постановник: Уляна Рябова
- Монтаж: Іван Лебедєв
- Звук: Олександр Федіньов
- Костюми: Олег Матрохін
- Грим: Ольга Жукова
- Директор картини: Тимофій Носик
- Директор постпродакшн: Сергій Долгошеїн

## Фестивалі та призи
- Квітень 2004 року — Премія «Ніка» за найкращу музику до фільму
- Січень 2004 — Головний приз за найкращий фільм на кінофестивалі «Дух вогню» в Ханти-Мансійську
- Грудень 2003 року — Премія «Золотий Овен» Національної гільдії кінокритики і кінопреси за найкращу музику до фільму
- Серпень 2003 — Спеціальний приз журі «За найкращий дебют» на XI КФ «Вікно в Європу» у Виборзі
- Червень 2003 року — Спеціальна подія на XXV Московському МКФ

## Цікаві факти
- Музична тема фільму, одночасно є звуковим сигналом мобільного телефону одного з головних героїв. Після виходу фільму на екрани мелодія стала користуватися величезною популярністю у власників стільникових телефонів.
- За мотивами фільму компанія Gaijin Entertainment розробила комп'ютерну гру «Бумер: Зірвані вежі», випущену видавництвом 1С.
- Деякі епізоди фільму знімалися в Звенигороді.
- Режисер Петро Буслов грає бандита, що «кришує» автозаправку, який погоджується прийняти в оплату за бензин автомагнітолу[2].